# Juncus coriaceus
Juncus coriaceus är en tågväxtart som beskrevs av Kenneth Kent Mackenzie. Juncus coriaceus ingår i släktet tåg, och familjen tågväxter. Inga underarter finns listade i Catalogue of Life.